# Церква Ірландії
Це́рква Ірла́ндії (ірл. Eaglais na hÉireann вимовляється [ˈaɡlˠəʃ n̪ˠə ˈheːɾʲən̪ˠ]; англ. Church of Ireland; ольст.-шот.: Kirk o Airlann, МФА: [kɪrk ə ˈerlən(d)]) — протестантська церква, провінція Англіканського співтовариства. Об'єднує англікан у Північній Ірландії та Республіці Ірландія, будучи другою за кількістю послідовників на острові після Римо-католицької церкви.

## Історія
Церква Ірландії була заснована у 1536 році рішенням ірландського парламенту й короля Генріха VIII, який став главою церкви, одночасно із Церквою Англії, й була проголошена державною. Хоч більшість єпископату підтримала реформи, значна частина священиків та ірландського населення зберегли вірність католицизму. Первинно доктрина Церкви Ірландії була ближчою до кальвінізму та радикальнішою, ніж у Церкви Англії, що було узаконено у 1615 році в «Ірландських статтях», написаних архієпископом Армага Джеймсом Ашшером. Однак у 1634 році «39 статей англіканського віросповідання» були затверджені поряд із ірландськими, а з 1660 року стали єдиними. У цей самий час було виконано переклад Біблії ірландською мовою — Новий заповіт було надруковано у 1602 році, а Старий заповіт — у 1680 році.
Після об'єднання Великої Британії та Ірландії у Сполучене королівство у 1801 церкви Ірландії та Англії також були об'єднані в Об'єднану церкву Великої Британії та Ірландії, а виборні за ротацією один архієпископ і три єпископи увійшли до Палати лордів. У 1836 році була скорочена церковна десятина, яку до цього сплачували особи всіх віросповідань, а у 1869 році, оскільки Церква Ірландії мала підтримку меншості населення, ліберальний уряд Вільяма Гладстона прийняв «Акт про розділення ірландської церкви», за яким з 1871 року вона втратила статус державної, державну фінансову підтримку й частину майна, яке відійшло до держави, а також представництво у Палаті лордів, отримавши в обмін право на автономне управління Синодом. Церква Ірландії стала другою після Церкви Нової Зеландії, яка перейшла на подібний спосіб управління.
Втрата державної підтримки спричинила фінансові проблеми, особливо у парафіях, розташованих у католицьких районах. Після розділу Ірландії у 1922 році церква залишилась єдиною. Нині Церква Ірландії в цілому дотримується доктрини низької церкви, так у 1991 році було дозволено посвяту жінок у священики.

## Структура

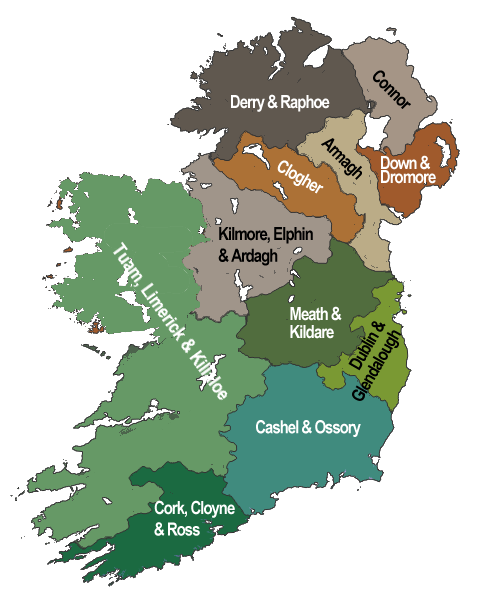

Церква Ірландії, що дотримується єпископальної системи управління, складається з 12 діоцезів, які очолюють єпископи і поділяються на парафії. П'ять діоцезів у південній частині острова (Кашел та Оссорі; Корк, Клойн і Росс; Дублін і Глендалох; Лімерік і Кіллало; Міт і Кілдар) об'єднані в провінцію Дубліна, а сім діоцезів північної частини (Армаг; Клохер; Коннор; Деррі та Рафоу; Даун і Дромор; Кілмор, Елвін та Ардаг; Туллам, Кіллала й Ахонрі) — на провінцію Армага. Обидві провінції очолюються архієпископами, з яких архієпископ Дубліна (Джон Нейл з 2002 року) титулується Примасом Ірландії, а архієпископ Армага (Алан Харпер з 2007 року) — Примасом всієї Ірландії, будучи першим ієрархом церкви та її главою, хоч і не має реальної влади.

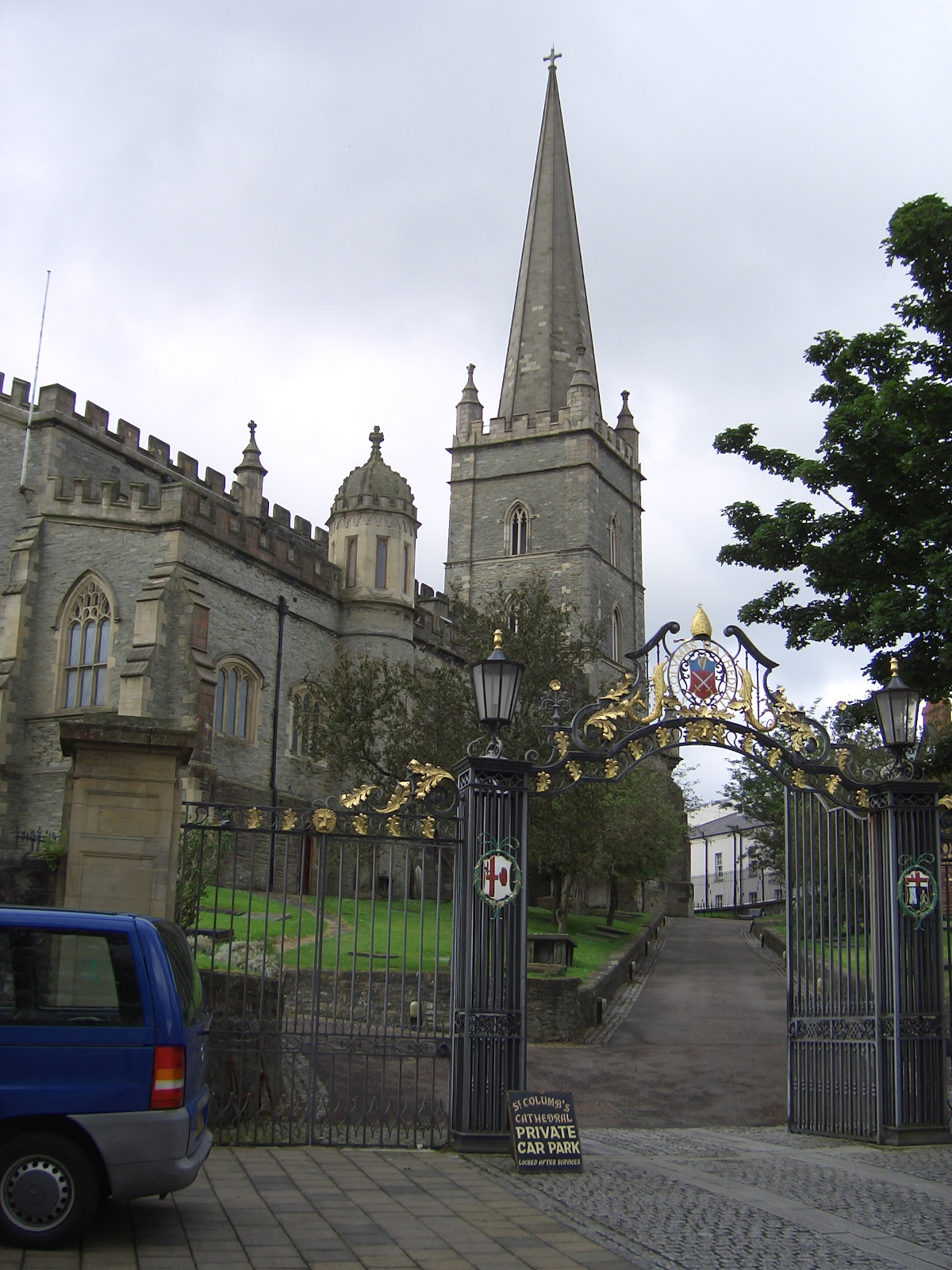
Собор святого Колумби у Деррі

Управління справами церкви здійснює Синод, який складається з двох палат — Палати єпископів і Палати представників, яку обирають парафіяни, з яких перша має першість і право на таємне голосування. Важливі рішення мають прийматись двома третинами голосів у обох палатах.
Церква Ірландії дотримується загальноангліканської доктрини віровчення. Символом церкви є Прапор святого Патрика. Як і більшість англіканських церков, церква входить до Всесвітньої ради церков.
Кафедральними соборами церкви слугують Собор святого Патріка для Армагської провінції та Собор Христа для Дублінської провінції. Розташований у Дубліні Собор святого Патріка з 1871 року має статус національного, хоч і не має єпископської кафедри.

## Поширення
Нині загальне число прибічників Церкви Ірландії становить близько 365 000 чоловік. 65% парафіян живуть у Північній Ірландії, та близько 35% — в Республіці Ірландія. У Північній Ірландії, однак, прибічники Церкви Ірландії складають ледь понад 15% від загальної кількості населення, натомість пресвітеріани — понад 20%. У Республіці Ірландія кількість прибічників церкви, яка скорочувалась упродовж XX століття, нині становить 8,6% і знову зростає. Найбільша кількість англіканців спостерігається у графстві Віклоу, де їх 6,9%, а серед міст — у Грейстонсі (9,8%).